# Roberts Lipsbergs
Roberts Lipsbergs (ur. 29 lipca 1994 w Rydze) – łotewski hokeista, reprezentant Łotwy.
Hokeistami zostali także jego bracia: Edgars (ur. 1989), Miks (ur. 1991) i Krišs (ur. 1993).

## Kariera
- SK Riga 18 (2009-2011)
- HK Rīga (2011-2012)
- Seattle Thunderbirds (2012-2015)
- Stockton Thunder (2014-2015)
- Adirondack Thunder (2015)
- Utah Grizzlies (2015-2016)
- Tulsa Oilers (2016)
- Dinamo Ryga (2016-2020)
  -  HK Liepāja (2017-2020)
- EC Bregenzerwald (2020-)

Wychowanek klubu Junior. Karierę rozwijał w zespole SK Riga. Od 2011 przez rok grał w zespole HK Riga w ramach rosyjskich juniorskich rozgrywek MHL edycji 2011/2012. W drafcie do kanadyjskich rozgrywek juniorskich CHL z 2012 został wybrany przez amerykański klub Seattle Thunderbirds. W połowie 2012 wyjechał do USA i w jego barwach grał w kanadyjskich juniorskich rozgrywkach WHL w ramach CHL. Od września 2014 jednocześnie występował jako zawodnik Stockton Thunder w lidze ECHL. Od lipca 2015 zawodnik Adirondack Thunder także w lidze ECHL. Od końca listopada 2015 do marca 2016 zawodnik Utah Grizzlies w ECHL. Od marca 2016 zawodnik 	Tulsa Oilers. Zwolniony w październiku 2016. Od końca tego miesiąca zawodnik Dinama Ryga. W listopadzie 2020 przeszedł do austriackiej drużyny EC Bregenzerwald, występującej w rozgrywkach Alps Hockey League.
W barwach juniorskich reprezentacji Łotwy uczestniczył w turniejach mistrzostw świata do lat 18 w 2011 (Dywizja I), 2012 (Elita), mistrzostw świata do lat 20 w 2012 (Elita), 2013 (Elita), 2014 (Dywizja I). W kadrze seniorskiej uczestniczył w turnieju mistrzostw świata w 2014.

## Sukcesy
Reprezentacyjne
- Awans do MŚ do lat 20 Elity: 2011

Klubowe
- Złoty medal mistrzostw Łotwy do lat 18: 2010 z SK Riga 18

Indywidualne
- Mistrzostwa świata do lat 18 w hokeju na lodzie mężczyzn 2011/I Dywizja:
  - Pierwsze miejsce w klasyfikacji strzelców turnieju: 4 gole[13]
- Mistrzostwa Świata Juniorów w Hokeju na Lodzie 2014/I Dywizja:
  - Pierwsze miejsce w klasyfikacji strzelców turnieju: 6 goli[14]
  - Piąte miejsce w klasyfikacji kanadyjskiej turnieju: 7 punktów[15]